# Typhlonectidae
Typhlonectidae – rodzina płazów z rzędu płazów beznogich (Gymnophiona).

## Zasięg występowania
Rodzina obejmuje gatunki występujące w Ameryce Południowej.

## Systematyka

### Podział systematyczny
Do rodziny należą następujące rodzaje:
- Atretochoana Nussbaum & Wilkinson, 1995 – jedynym przedstawicielem jest Atretochoana eiselti (Taylor, 1968)
- Chthonerpeton Peters, 1880
- Nectocaecilia Taylor, 1968 – jedynym przedstawicielem jest Nectocaecilia petersii (Boulenger, 1882)
- Potomotyphlus Taylor, 1968 – jedynym przedstawicielem jest Potomotyphlus kaupii (Berthold, 1859)
- Typhlonectes Peters, 1880